# Panorama de la bataille de l'Yser
Pour la Bataille de la Première Guerre mondiale, voir Bataille de l'Yser.
Le Panorama de la bataille de l'Yser est un panorama peint par Alfred Bastien en 1920-1921. C'est un des derniers panoramas réalisés à une époque où le format devenait obsolète. Il a connu une vie mouvementée et est endommagé. Propriété du musée royal de l'Armée et de l'Histoire militaire de Bruxelles, il est entreposé dans un hangar de la base militaire de Jambes.

## Genèse
Dès octobre 1914, Alfred Bastien, auteur du Panorama du Congo (1913), a l'idée de réaliser un panorama de la bataille des Flandres. En 1915, il fait des repérages dont des photographies avec Maurice Wagemans.
Il envisage d'installer son panorama à Londres dès 1917, mais il ne trouve pas les fonds. La toile est peinte en 1920-1921 à Bruxelles dans la rotonde du parc du Cinquantenaire — l'actuelle Grande Mosquée de Bruxelles — avec l'aide de Charly Léonard, Charles Swyncop et Jef Bonheure à partir de six toiles réalisées à l'échelle 1/10.
Ce n'est pas strictement un panorama (pas d'unité de temps ni de lieu) mais un montage de six scènes sur 52 kilomètres, des dunes de La Panne à Ypres en passant par Nieuport et Dixmude, couvrant l'ensemble de la bataille de l'Yser (17-31 octobre 1914). L'incendie de la Halle aux draps d'Ypres, représenté sur la toile, s'est déroulé le 22 novembre durant la première bataille d'Ypres. La toile était accompagnée d'un faux-terrain jonché de barricades et de mannequins.
Le panorama est inauguré le 6 avril 1921 et est exposé jusqu'en 1924 à Bruxelles dans la rotonde Castellani, boulevard du Hainaut. Un film du panorama est réalisé lors de la visite du ministre de la Défense. Une brochure de 12 pages incluant huit gravures couleurs est publiée en 1923.

## Histoire du panorama
À partir de 1924, le panorama est présenté à Ostende dans un bâtiment conçu sur mesure. Celui-ci est endommagé, ainsi que la peinture, par des bombardements pendant la Seconde Guerre mondiale. Alfred Bastien en fait don au musée royal de l'Armée en 1950 et supervise la restauration en 1951 en vue de l'exposition dans le grand hall du musée (1951-1982). En 1982, l'œuvre, très abîmée, est découpée en plusieurs bandes, décrochée et enroulée pour permettre une réfection du grand hall. Faute de fonds pour construire une rotonde dans le parc du Cinquantenaire, elle est abandonnée plusieurs années sur place avant d'y être déménagée, déroulée, examinée, étudiée et photographiée (2008-2009). Enroulée sur de nouveaux supports, elle est entreposée dans un hangar de la base militaire de Jambes en 2011.